# Prowincja Zachodnia (Zambia)
Prowincja Zachodnia − jedna z 10 prowincji w Zambii, znajdująca się w zachodniej części kraju.

## Dystrykty
Prowincja Zachodnia jest podzielona na 16 dystryktów:
- dystrykt Kalabo
- dystrykt Kaoma
- dystrykt Limulunga
- dystrykt Luampa
- dystrykt Lukulu
- dystrykt Mitete
- dystrykt Mongu
- dystrykt Mulobezi
- dystrykt Mwandi
- dystrykt Nalolo
- dystrykt Nkeyema
- dystrykt Senanga
- dystrykt Sesheke
- dystrykt Shangombo
- dystrykt Sikongo
- dystrykt Sioma